# Je n’attendais que vous
Je n`attendais que vous – trzeci singel z debiutanckiej płyty Garou, Seul. Autorem i kompozytorem utworu jest Jacques Veneruso.